# Częstochowa Aniołów
Częstochowa Aniołów – przystanek kolejowy w Częstochowie, w województwie śląskim, w Polsce. Stacja znajduje się w dzielnicy Wyczerpy-Aniołów.

## Ruch pasażerski[1]
| Rok  | Wymiana pasażerska na dobę |
| ---- | -------------------------- |
| 2017 | 50-99                      |
| 2018 | 50-99                      |
| 2019 | 50-99                      |
| 2020 | 50-99                      |
| 2021 | 50-99                      |
| 2022 | 20-49                      |
| 2023 | 20-49                      |
| 2024 | 20-49                      |